# 巴金達杜古
巴金達杜古（法語：Baguindadougou），是馬里的城鎮，位於該國南部，由塞古區的塞古省負責管轄，面積702平方公里，海拔高度257米，2009年人口10,371，人口密度每平方公里15人。
13°35′41″N 6°9′26″W / 13.59472°N 6.15722°W